# Ariifaaite
Ariifaaite (10 de janeiro de 1820 - 6 de agosto de 1873) foi um príncipe consorte do Tahiti de 1827 até sua morte. Ele foi marido e primo da rainha Pōmare IV. Ele e sua esposa tiveram filhos:

## Descendência
1. Um menino (1833, morreu jovem). [1] [2]
2. Henry Pōmare (Agosto de 1835, morreu jovem).
3. Ari'iaue Pōmare (12 de agosto de 1838 - Maio 10 1856), Príncipe Herdeiro do Tahiti, Ari'i de Afa'ahiti.
4. Pōmare V (3 de novembro de 1839 - 12 de junho de 1891), sucedeu como rei de Tahiti.
5. Teri'imaevarua II (23 de maio de 1841 - 12 de fevereiro de 1873), sucedeu como rainha de Bora Bora.
6. Tamatoa V (23 de setembro de 1842 - 30 de setembro 1881), sucedeu como Rei dos Ra'iātea.
7. Victoria Pōmare-vahine (1844 - junho 1845). [3] [4] [5]
8. Punuari'i Teri'itapunui Pōmare (20 de março de 1846 - 18 de setembro de 1888), Ari'i de Mahina . E Presidente do Supremo Tribunal Tahitian [6]
9. Teri'itua Tuavira Pōmare (17 de dezembro de 1847 - 9 de abril 1875), Ari'irahi de Hitia'a , chamado de "Príncipe de Joinville".
10. Tevahitua Pōmare (1850/1852, morreu jovem). [7] [8]